# Grasski-Weltcup 2006
Der Grasski-Weltcup 2006 begann am 19. August in České Petrovice und endete am 3. September in Forni di Sopra. Bei Damen und Herren wurden jeweils zwei Slaloms, zwei Riesenslaloms, zwei Super-Gs und eine Kombination ausgetragen. Der für 27. August geplante zweite Slalom in Sattel musste abgesagt werden.

## Gesamtwertung
- WC = Weltcuppunkte
- Bonus = Bonuspunkte aus FIS-Rennen
- Gesamt = Gesamtpunkte

| Rang | Name                 | Land       | WC  | Bonus | Gesamt |
| ---- | -------------------- | ---------- | --- | ----- | ------ |
| 01   | Jan Němec            | Tschechien | 640 | 770   | 1410   |
| 02   | Edoardo Frau         | Italien    | 480 | 826   | 1306   |
| 03   | Fausto Cerentin      | Italien    | 308 | 860   | 1168   |
| 04   | Riccardo Lorenzone   | Italien    | 465 | 268   | 0733   |
| 05   | Stefan Portmann      | Schweiz    | 202 | 337   | 0539   |
| 06   | Jiří Russwurm        | Tschechien | 240 | 262   | 0502   |
| 07   | Michael Stocker      | Österreich | 115 | 361   | 0476   |
| 08   | Jan Gardavský        | Tschechien | 215 | 194   | 0409   |
| 09   | Domenic Senn         | Schweiz    | 126 | 216   | 0342   |
| 10   | Pietro Guerini       | Italien    | 208 | 115   | 0323   |
| 11   | Aleš Mlíčka          | Tschechien | 076 | 232   | 0308   |
| 12   | Mario Matter         | Schweiz    | 149 | 126   | 0275   |
| 13   | Jindřich Jež         | Tschechien | 135 | 122   | 0257   |
| 14   | Martin Štěpánek      | Tschechien | 119 | 123   | 0242   |
| 15   | Lukáš Brýdl          | Tschechien | 140 | 092   | 0232   |
| 16   | Michal Klimeš        | Tschechien | 089 | 121   | 0210   |
| 17   | Marco Colombin       | Italien    | 070 | 093   | 0163   |
| 18   | Peter Paukovits      | Österreich | 116 | 043   | 0159   |
| 19   | Stefano Strazzabosco | Italien    | 136 | 019   | 0155   |
| 20   | Lukáš Vecheta        | Tschechien | 079 | 058   | 0137   |

| Rang                                 | Name                  | Land        | WC  | Bonus | Gesamt |
| ------------------------------------ | --------------------- | ----------- | --- | ----- | ------ |
| 01                                   | Ingrid Hirschhofer    | Österreich  | 340 | 1062  | 1402   |
| 02                                   | Anna-Lena Büdenbender | Deutschland | 146 | 0725  | 0871   |
| 03                                   | Petra Mlejnková       | Tschechien  | 181 | 0593  | 0774   |
| 04                                   | Zuzana Gardavská      | Tschechien  | 100 | 0653  | 0753   |
| 05                                   | Ilaria Sommavilla     | Italien     | 151 | 0546  | 0697   |
| 06                                   | Antonella Manzoni     | Italien     | 049 | 0447  | 0496   |
| 07                                   | Jacqueline Gerlach    | Österreich  | 095 | 0395  | 0490   |
| 08                                   | Bianca Lenz           | Schweiz     | 046 | 0260  | 0306   |
| 09                                   | Veronika Sustrová     | Tschechien  | 036 | 0183  | 0219   |
| 10                                   | Nadja Vogel           | Schweiz     | 150 | 0022  | 0172   |
| 11                                   | Yukiyo Shintani       | Japan       | 040 | 0130  | 0170   |
| 12                                   | Glenda Adami          | Italien     | 060 | 0079  | 0139   |
| 13                                   | Kateřina Němcová      | Tschechien  | 046 | 0090  | 0136   |
| 14                                   | Giulia Stacul         | Italien     | 014 | 0020  | 0034   |
| 15                                   | Lucie Surovcová       | Tschechien  | 010 | 0008  | 0018   |
| 16                                   | Federica Tafuro       | Italien     | 005 | 0000  | 0005   |
| keine weiteren Läuferinnen klassiert |                       |             |     |       |        |

## Nationenwertung
(mit Bonuspunkten)
| Rang | Land        | Punkte |
| ---- | ----------- | ------ |
| 1    | Tschechien  | 5731   |
| 2    | Italien     | 5648   |
| 3    | Österreich  | 2707   |
| 4    | Schweiz     | 1796   |
| 5    | Deutschland | 0978   |
| 6    | Japan       | 0170   |
| 7    | Lettland    | 0019   |

| Rang | Land        | Punkte |
| ---- | ----------- | ------ |
| 1    | Italien     | 4277   |
| 2    | Tschechien  | 3831   |
| 3    | Schweiz     | 1318   |
| 4    | Österreich  | 0815   |
| 5    | Deutschland | 0107   |
| 6    | Lettland    | 0019   |

| Rang | Land        | Punkte |
| ---- | ----------- | ------ |
| 1    | Tschechien  | 1900   |
| 2    | Österreich  | 1892   |
| 3    | Italien     | 1371   |
| 4    | Deutschland | 0871   |
| 5    | Schweiz     | 0478   |
| 6    | Japan       | 0170   |

## Disziplinenwertungen
(ohne Bonuspunkte)

### Slalom
| Rang | Name               | Land       | Punkte |
| ---- | ------------------ | ---------- | ------ |
| 1    | Jan Němec          | Tschechien | 200    |
| 2    | Riccardo Lorenzone | Italien    | 160    |
| 3    | Fausto Cerentin    | Italien    | 078    |
| 4    | Mario Matter       | Schweiz    | 076    |
| 5    | Edoardo Frau       | Schweiz    | 070    |
| 6    | Pietro Guerini     | Italien    | 062    |
| 7    | Domenic Senn       | Schweiz    | 060    |
| 8    | Lukáš Brýdl        | Tschechien | 054    |
| 9    | Jan Gardavský      | Tschechien | 045    |
| 9    | Fabrizio Rottigni  | Italien    | 045    |

| Rang | Name                  | Land        | Punkte |
| ---- | --------------------- | ----------- | ------ |
| 1    | Ingrid Hirschhofer    | Österreich  | 90     |
| 2    | Petra Mlejnková       | Tschechien  | 56     |
| 3    | Nadja Vogel           | Schweiz     | 50     |
| 4    | Jacqueline Gerlach    | Österreich  | 37     |
| 5    | Anna-Lena Büdenbender | Deutschland | 30     |
| 5    | Kateřina Němcová      | Tschechien  | 30     |
| 7    | Ilaria Sommavilla     | Italien     | 25     |
| 8    | Bianca Lenz           | Schweiz     | 20     |
| 8    | Yukiyo Shintani       | Japan       | 20     |
| 10   | Glenda Adami          | Italien     | 16     |

### Riesenslalom
| Rang | Name                 | Land       | Punkte |
| ---- | -------------------- | ---------- | ------ |
| 1    | Jan Němec            | Tschechien | 160    |
| 2    | Edoardo Frau         | Italien    | 150    |
| 3    | Riccardo Lorenzone   | Italien    | 125    |
| 4    | Jiří Russwurm        | Tschechien | 110    |
| 5    | Fausto Cerentin      | Italien    | 080    |
| 6    | Jan Gardavský        | Tschechien | 069    |
| 7    | Martin Štěpánek      | Tschechien | 068    |
| 7    | Michael Stocker      | Österreich | 068    |
| 9    | Stefano Strazzabosco | Italien    | 066    |
| 10   | Pietro Guerini       | Italien    | 046    |

| Rang | Name                  | Land        | Punkte |
| ---- | --------------------- | ----------- | ------ |
| 1    | Ingrid Hirschhofer    | Österreich  | 100    |
| 2    | Ilaria Sommavilla     | Italien     | 070    |
| 3    | Anna-Lena Büdenbender | Deutschland | 050    |
| 4    | Nadja Vogel           | Schweiz     | 040    |
| 5    | Antonella Manzoni     | Italien     | 031    |
| 6    | Petra Mlejnková       | Tschechien  | 025    |
| 7    | Glenda Adami          | Italien     | 022    |
| 8    | Yukiyo Shintani       | Japan       | 020    |
| 9    | Jacqueline Gerlach    | Österreich  | 018    |
| 10   | Kateřina Němcová      | Tschechien  | 016    |
| 10   | Veronika Sustrová     | Tschechien  | 016    |

### Super-G
| Rang | Name                 | Land       | Punkte |
| ---- | -------------------- | ---------- | ------ |
| 1    | Jan Němec            | Tschechien | 180    |
| 1    | Edoardo Frau         | Italien    | 180    |
| 3    | Riccardo Lorenzone   | Italien    | 120    |
| 4    | Fausto Cerentin      | Italien    | 100    |
| 5    | Jiří Russwurm        | Tschechien | 090    |
| 6    | Stefan Portmann      | Schweiz    | 072    |
| 7    | Jan Gardavský        | Tschechien | 069    |
| 8    | Pietro Guerini       | Italien    | 064    |
| 9    | Michael Stocker      | Österreich | 047    |
| 10   | Stefano Strazzabosco | Italien    | 046    |

| Rang | Name                  | Land        | Punkte |
| ---- | --------------------- | ----------- | ------ |
| 1    | Ingrid Hirschhofer    | Österreich  | 100    |
| 2    | Petra Mlejnková       | Tschechien  | 070    |
| 3    | Nadja Vogel           | Schweiz     | 060    |
| 4    | Zuzana Gardavská      | Tschechien  | 055    |
| 5    | Anna-Lena Büdenbender | Deutschland | 041    |
| 6    | Ilaria Sommavilla     | Italien     | 036    |
| 7    | Jacqueline Gerlach    | Österreich  | 024    |
| 8    | Bianca Lenz           | Schweiz     | 014    |
| 9    | Glenda Adami          | Italien     | 010    |
| 9    | Antonella Manzoni     | Italien     | 010    |
| 9    | Giulia Stacul         | Italien     | 010    |

### Kombination
| Rang | Name               | Land       | Punkte |
| ---- | ------------------ | ---------- | ------ |
| 1    | Jan Němec          | Tschechien | 100    |
| 2    | Edoardo Frau       | Italien    | 080    |
| 3    | Riccardo Lorenzone | Italien    | 060    |
| 4    | Fausto Cerentin    | Italien    | 050    |
| 5    | Stefan Portmann    | Schweiz    | 045    |
| 6    | Jiří Russwurm      | Tschechien | 040    |
| 7    | Pietro Guerini     | Italien    | 036    |
| 8    | Jan Gardavský      | Tschechien | 032    |
| 9    | Jindřich Jež       | Tschechien | 029    |
| 10   | Peter Paukovits    | Österreich | 026    |

| Rang                                 | Name                  | Land        | Punkte |
| ------------------------------------ | --------------------- | ----------- | ------ |
| 1                                    | Ingrid Hirschhofer    | Österreich  | 50     |
| 2                                    | Zuzana Gardavská      | Tschechien  | 40     |
| 3                                    | Petra Mlejnková       | Tschechien  | 30     |
| 4                                    | Anna-Lena Büdenbender | Deutschland | 25     |
| 5                                    | Ilaria Sommavilla     | Italien     | 20     |
| 6                                    | Jacqueline Gerlach    | Österreich  | 16     |
| 7                                    | Glenda Adami          | Italien     | 12     |
| keine weiteren Läuferinnen klassiert |                       |             |        |

## Podestplatzierungen Herren
Disziplinen: C = Kombination, GS = Riesenslalom, SG = Super-G, SL = Slalom
| Datum      | Ort                   | Disziplin | 1. Platz     | 2. Platz           | 3. Platz           |
| ---------- | --------------------- | --------- | ------------ | ------------------ | ------------------ |
| 19.08.2006 | České Petrovice (CZE) | GS        | Edoardo Frau | Fausto Cerentin    | Jan Němec          |
| 20.08.2006 | České Petrovice (CZE) | SL        | Jan Němec    | Riccardo Lorenzone | Fausto Cerentin    |
| 26.08.2006 | Sattel (SUI)          | SL        | Jan Němec    | Riccardo Lorenzone | Domenic Senn       |
| 01.09.2006 | Forni di Sopra (ITA)  | SG        | Edoardo Frau | Jan Němec          | Riccardo Lorenzone |
| 01.09.2006 | Forni di Sopra (ITA)  | C         | Jan Němec    | Edoardo Frau       | Riccardo Lorenzone |
| 02.09.2006 | Forni di Sopra (ITA)  | GS        | Jan Němec    | Riccardo Lorenzone | Jiří Russwurm      |
| 03.09.2006 | Forni di Sopra (ITA)  | SG        | Jan Němec    | Edoardo Frau       | Riccardo Lorenzone |

## Podestplatzierungen Damen
Disziplinen: C = Kombination, GS = Riesenslalom, SG = Super-G, SL = Slalom
| Datum      | Ort                   | Disziplin | 1. Platz           | 2. Platz           | 3. Platz              |
| ---------- | --------------------- | --------- | ------------------ | ------------------ | --------------------- |
| 19.08.2006 | České Petrovice (CZE) | GS        | Ingrid Hirschhofer | Ilaria Sommavilla  | Anna-Lena Büdenbender |
| 20.08.2006 | České Petrovice (CZE) | SL        | Ingrid Hirschhofer | Petra Mlejnková    | Kateřina Němcová      |
| 26.08.2006 | Sattel (SUI)          | SL        | Nadja Vogel        | Ingrid Hirschhofer | Anna-Lena Büdenbender |
| 01.09.2006 | Forni di Sopra (ITA)  | SG        | Ingrid Hirschhofer | Petra Mlejnková    | Zuzana Gardavská      |
| 01.09.2006 | Forni di Sopra (ITA)  | C         | Ingrid Hirschhofer | Zuzana Gardavská   | Petra Mlejnková       |
| 02.09.2006 | Forni di Sopra (ITA)  | GS        | Ingrid Hirschhofer | Nadja Vogel        | Ilaria Sommavilla     |
| 03.09.2006 | Forni di Sopra (ITA)  | SG        | Ingrid Hirschhofer | Nadja Vogel        | Petra Mlejnková       |